# 杨靖宇
杨靖宇（1905年2月13日—1940年2月23日），本名马尚德，字骥生，河南确山人，中國军事人物，中国抗日战争名将和烈士。杨靖宇是中國共產黨黨員，曾任东北抗日联军第一路军总司令和中共满洲省委的军委代理书记。
杨靖宇缺少稳定的后方支援，但善于团结其他反日势力及游击作战，成功带领部队在东北恶劣的自然环境中同日军对抗近8年之久，毙敌过万。杨靖宇在阵亡前被大批敌军追击数日，最后身边只带了2名警卫。他在饥寒交迫已久的情况下仍然明确拒绝了对方的劝降，战死在吉林省濛江县三道崴子。日军经尸检发现他当时粒米未进，而且身患肺病。
杨靖宇早年曾领导当地农民暴动，因此全家人得罪执政当局。杨靖宇离开家乡后，其母亲和妻子因遭人毒打，相继去世。她们生前并不知道在东北抗日的杨靖宇就是马尚德。

## 生平

### 家庭背景与早年经历
杨靖宇本名马尚德。1905年2月13日，马尚德出生于河南省确山县古城乡李湾村(当时距离确山县城约12里，今位于河南驻马店市驿城区)一个农民家庭。马尚德的爷爷名叫马绥武。马绥武在家中排行老四，原住在泌阳县罗湾村，因家贫而离开故乡，带着妻子(也就是马尚德的祖母)和儿子一路乞讨来到确山县。马绥武有2个儿子，大儿子就是马尚德的父亲马锡龄，小儿子是马尚德的二叔马元龄。
马家人一开始是租地主的田种，经过许多年的努力后，逐渐有了属于自己的地。全家人自己有田，也租地主的地种。父亲马锡龄和叔叔马元龄分家时，父亲一方分得私田20亩和租田十余亩，故马尚德家分家时共有三十余亩地可种。1909年，父亲马锡龄在马尚德只有4岁大时病故。母亲张君既要忙农活，又要照顾儿子马尚德和小女儿马爱，只能依靠二叔的帮助过活。
1913年，马尚德入当地私塾读书，师从刘景臣老师。马尚德就读的私塾一共有2位老师，分别是刘景臣和关易公。年幼的马尚德勤勉好学，学完必学的蒙学读物后还主动开始超前自学四书五经。刘景臣给他取名马尚德，字骥生，意为将来能有大的出息。马尚德把很多的空余时间都用在念书上。刘景臣老师也很喜欢马尚德。1919年，他报考确山县县立高级小学，马尚德的语文成绩不错，但因列入考试科目的数学没有学过而落榜。马尚德落榜后，又师从关易公老师学习数学。当时私塾刚刚取消了四书五经的教学，转而开设语文、数学等西式教育课程。一年后，马尚德考入高小。马尚德喜欢读故事、听故事和给朋友讲故事，崇拜白朗和岳飞。马尚德在小学就以爱打抱不平和敢想敢做闻名，他敢教训欺负同学的地主的儿子，还曾想办法吓退了栽赃本校同学的一位仗势欺人的学监。
1922年，马尚德与来自汝南水屯的农村姑娘郭莲结婚。1923年，他考入河南省立第一工业学校。这所学校也叫纺织印染学校，分初级班和高级班。其中初级班学制为3年，高级班分为“纺织”和“印染”2个专业，学制也为3年。他选择这所学校的原因是想为中国人做漂亮的衣服穿。他通过该校几个有共产党员背景的老师的影响，接触到了共产主义思想。他后来又接触了回到家乡的小学老同学张家铎。张家铎当时刚从上海大学毕业，见过世面，而且还加入了共产党。1926年其子马从云出生。马尚德读完初级班后就放弃了继续读高级班的机会，辍学回家并四处传播共产主义。母亲担心马尚德会闯大祸，但讲大道理又说不过他。

### 领导家乡农民起义与参与当地中共地下活动
1925年，马尚德加入中国共产主义青年团，在其故乡河南省确山领导农民运动。1927年4月，他在确山领导农民起义。1927年5月加入中国共产党。另说杨靖宇1926年在开封读书时就已经入党。如1950年7月1日杨靖宇在东北的密切战友、时任河南省委组织部长兼社会部长的杨一辰在《河南日报》发表回忆文章《人民英雄模范共产党员杨靖宇同志》：“靖宇同志在开封读书的时候，正是五四运动后，新文化、新思想介绍到河南，靖宇同志便投身新文化运动……锐意研究马列主义，很快就参加了共产党，成为河南共产党创造者之一。”1994年3月10日，根据河南省委、省政府《关于成立杨靖宇将军诞辰90周年纪念活动筹备委员会的通知》精神，确山县成立了“杨靖宇将军诞辰90周年纪念活动筹备工作领导小组”。确山县委决定编写出版《民族英雄——杨靖宇传记》、《杨靖宇将军的故事》和《杨靖宇将军诗文选》。编写组经过大量走访和查找档案，认定为：“1926年11月上旬，杨靖宇在受命返乡开展农民运动时，于河南省立第一甲种工业学校党团组织紧急会议上宣布由团转党，并即时办理了入党手续，参加新党员宣誓仪式。”
1927年9月，他组织了确山刘店秋收起义，任当地农民革命军总指挥，成立中共的第一个基层政权县工农政权。马尚德和由中共派往当地的代表王克新是起义军的主要领导人。王克新在年底的战斗中身亡。起义失败后，国民党通缉马尚德全家。1928年前后，他在当地从事中共地下工作。1928年3月23日，郭莲生下女儿马锦云。1928年3月27日晚，马尚德回家对妻子说：“真是苦了你了。明天我要出远门，也许几年不回来，这个家就交给你了！”马尚德在临走的晚上还给才出生5天的女儿取了个名字“马躲”。此后一别再未能见面。
1928年8月，马尚德被党组织调到开封和洛阳等地从事地下工作。1928年底党组织派他去上海参加第一期军政干部培训班，周恩来曾为该班讲过课。

### 在东北的前期活动
1929年3月，马尚德从上海坐火车到沈阳准备去苏联学习。时任满洲省委组织部干事杨一辰把他接到满洲省委所在地沈阳。等签证期间，他以工人身份领导了日本控制的抚顺煤矿的工人运动。1929年7月14日，刘少奇到沈阳任满洲省委书记。刘少奇问他是愿回上海还是留在东北。马尚德表示愿意留下。于是满洲省委任命他为中共抚顺特别支部书记，担任省委常委，化名张贯一(使用母亲姓，又以对党一贯忠诚之意取“贯一”为名)；同时任命马守愚为共青团抚顺特支书记。
1929年8月16-19日，张贯一在抚顺带领大批矿工罢工。工人们提出反对裁员、上调工资和改善待遇等要求。罢工持续了4天，日本老板不得不做出妥协。1929年8月30日晚，因有人告密，张贯一在抚顺居住的福合客栈被当时的日本煤矿上的两名持枪的日本警察抓捕。当晚，抚顺的组织共有11名党团员被捕，抚顺特委成员几乎全部被捕。日本方面在当地登报宣称搅局的共产党人已被一网打尽。刘少奇曾向上级反映当地组织被破坏、有多名干部落难的情况，但没有得到回应。
张贯一没有承认日本警察搜到的文件是自己的。日本警察署署长亲自审问他。张贯一否认是共产党员，还说自己不叫张贯一，而叫张富义。张怀疑自己是被人举报，于是要求与检举人对质，但对方没有出面。他被折磨6天，什么也没说。日本警察署只好将其交给抚顺公安局，1929年10月中旬由抚顺地方法院检察处起诉。地方法院在公开审理此案件时，被张当庭反讽“作为官府不仅不能保护中国人民的生命安全，反而在替日本人来审判我”，弄得场面很尴尬，结果只能敷衍收场。但抚顺地方法院又不敢得罪日本人，于是将杨靖宇交给辽宁高等法院。1929年12月26日，辽宁高等法院以反革命嫌疑罪对杨靖宇予以起诉：“被告意图宣传共产主义所为，实犯反革命治罪法第六条之未遂罪，应依刑事诉讼法第253条，送付公判。”2月6日，辽宁省高等法院以反革命嫌疑罪判处杨靖宇有期徒刑一年半，在辽宁第一监狱服刑。1930年，刘少奇在奉天被捕，与杨靖宇一同关在奉天第一监狱。满洲省委对刘少奇的被捕情况一无所知，派杨一辰去监狱探听刘少奇的下落。杨靖宇将探知的刘少奇化名成秉真被关在奉天第一监狱的消息，通过监狱党组织传递给杨一辰，从而刘少奇被营救出狱。不久杨一辰被捕入狱，接替了杨靖宇的狱中党支部书记一职。1931年1月，张学良在东北实行一次大赦。张贯一不愿意放弃共产主义，没有选择“自首”。辽宁高等法院检察处向东北边防军长官公署（张学良办公室）呈报了一份特赦政治犯的报告：“张贯一系未经自首之共产党犯……依政治犯大赦条例第四条，不在赦免之列。” 1931年4月下旬，张刑满出狱。
张贯一刚一出狱就想办法接触中共的外围组织中国革命互济会。张贯一出狱3日后，因中国革命互济会的一位共产党员在被巡警搜身时搜到他的地址而再次被捕。这一次政府懒得审判惯犯张贯一，直接对其进行长期关押。张贯一和赵尚志都关押在同一监狱，而且在狱中都比较出风头，但尚无证据显示他们在狱中有过接触。1931年的九一八事变发生后，张贯一经组织营救于11月出狱，任中共“哈尔滨市委书记”兼“满洲省委军委代理书记”。1932年杨一辰在一起在杨靖宇领导下的哈尔滨市委任市反日会党团书记。1932年，他向满洲省委组织部负责人何成湘表示愿意搞抗日武装。从此，他离开了城市地下工作，担任满洲省委军委代理书记，并开始化名杨靖宇。这个新名字在朝鲜话里有“驱除外敌”的意思。

### 领导东北抗日联军
1932年秋，杨靖宇创建中国工农红军第32军南满游击队，任政委，并在罄石县附近建立了游击根据地。1933年1月26日，中共中央发出《给满洲各级党部及全体党员的信》（后来简称“一·二六指示信”）。根据“一·二六”指示，杨靖宇以南满游击队和海龙游击队为基础，于1933年9月组成东北人民革命军第一独立师，任师长兼政委。1934年4月，他联合17支抗日武装，成立抗日联合军总指挥部，任总指挥。同年，他担任第一军军长兼政委。
1936年，在东北由中共拉拢的多支抗日部队根据中共中央《八一宣言》统一建制，陆续成立抗日联军。同年2月，杨靖宇任东北抗日联军第一军军长兼政委。同年，东北抗联第一军和第二军整编成为东北抗联第一路军。6月，他任东北抗日联军第一路军总司令兼政委。杨靖宇通过一个个胜仗逐渐在当地扬名，在当时有“南有杨靖宇，北有赵尚志”的说法。
随着东北抗日力量壮大及抗日斗争持续，日军对东北战略后方更有所顾及，逐渐采用坚壁清野战略，强制聚拢边区农民，推行严格的良民证管制，伪军高强度追袭，自备粮控管，提前收割粮食等，一方面将全部的民众集中管制，又采用良民证防止抗日武装与群众接触，对群众口粮收缴只能备几日粮食以及提前收割粮食防止支援抗日武装，伪军高强度追袭以消耗抗日力量精力。当时日军有命令：看到抗联和其它队伍，放过其它，只打抗联；看到抗联队伍里有杨靖宇的队伍，放过其它，只打杨靖宇的队伍。
曾有人向杨靖宇主张率领部队向苏联转移（抗联称其为“西征”，其实就是朝苏联方向败退），等形势好转后再回来。杨靖宇则认为不能撤，因为举起抗日大旗不容易，再回来再想举起大旗就更难了。

### 阵亡
1940年1月，楊靖宇所率部队被关东军重兵围困，他组织部队分散突围。但由于叛徒出卖，他所率的60多人被发现。2月17日杨靖宇让警卫员黄生发带着三名伤员和自己分开走，并写了一张条子给黄生发要求他们到乱泥沟子去给陈政委送信。2月18日，杨靖宇已断粮近5日，最后跟在他身边的两个战士朱文范和聂东华在购买食物时被村民告密而战死。遇到了进山打柴的伪保长赵廷喜和三名村民孙长春、辛顺礼、迟德顺。赵廷喜劝他：“我看你还是投降吧，如今‘满洲国’对投降的人不杀头的。”杨靖宇则回答：“老乡，我是中国人哪！不能做这样的事。我们中国人都投降了，中国就完了！”赵廷喜担心其他三个和他一起撞见了杨靖宇的人去告密，就抢先告发了杨靖宇的位置。2月23日下午4时30分许，杨靖宇在吉林省濛江县三道崴子战死，时年35岁。
日满军将杨靖宇的尸体拉回濛江县城古见联队大队部，警察署官员找来变节者程斌和张秀峰前来辨认确认是杨靖宇无疑。还让随军记者拍照。2月24日凌晨4点多，通化省警务厅长岸谷隆一郎让程斌找来讨伐队的部下抬来铡刀，王佐华、张奚若分别抱着杨靖宇的头和腿，抬到铡刀上，由白万仁执铡刀，将杨靖宇的头颅铡下。岸谷隆一郎抽出指挥刀亲自剖开了杨靖宇的腹部，探查杨靖宇究竟吃的什么东西，看到里面根本没有一粒粮食，岸谷隆一郎叫两个日本兵用盘子端着切下的胃，送到濛江县医生洪宝源那里进行化验。确认胃里面一粒粮食也没有，只有草根和棉絮，有的棉花明显是刚吃进去的，一团一团的还没变样。得知结果后，岸谷隆一郎说：“虽为敌人，睹其壮烈亦为之感叹：大大的英雄！”日军将杨靖宇的遗首装在一个长25厘米、宽25厘米、高35厘米、前面安有玻璃的木箱里，用汽车运到通化市在各学校、街道示众做演讲宣传，并在通化师范学校举行“庆贺”活动。之后又到通化省所属各县示众。后遗首被送到新京。关东军699部队长、南地区军警宪特“讨伐”司令官野副昌德要求安葬杨靖宇遗体。岸谷隆一郎指令濛江县警务科长王世洪办理，最后在古见联队大队部后院挖出了杨靖宇遗体，在当地找了两个木匠，两个人找来一块楸木，刻上眼睛、鼻子和嘴，于1940年3月5日在濛江县城西山关帝庙给杨靖宇司令开慰灵祭大会，通化省警务厅人员和濛江县公署所有官员及当地百姓参加了慰灵祭，安葬在保安村西岗上。岸谷隆一郎还在那给杨靖宇立了个木牌，亲笔写着：杨靖宇之墓。落款是：通化省警务厅长岸谷隆一郎，昭和十五年三月五日立（1940年3月5日）。

## 思想
杨靖宇受过学校教育。杨靖宇在河南工作期间3次被捕，其中2次都是被人指认，为了保护干部，1929年1月，杨靖宇作为河南省委唯一推荐人选，参加1929年初举办的中央军事训练班以隐藏身份，培训结束后原被中央派往苏联学习军事，后留在东北工作。，还自学过《孙子兵法》，是一个有勇有谋的人。九·一八事变发生时，他还在蹲监狱。听到炮响声时，他劝说狱友不要盲目趁乱越狱，并向狱中资历更高的党员请教对策。事实证明他的谨慎是对的，监狱当时确实加强了防范，且有对越狱者格杀勿论的紧急命令。虽然与中共中央的直接联系中断，但杨靖宇还是设法搞到过一本毛泽东写的讨论部队建设经验的小册子。杨靖宇将其随身携带，并推荐给其他抗联领导。经考证，这本小册子就是毛泽东写于1934年的《游击战争》(《中央革命军事委员会关于游击队活动的指示》)，内容分3章，其中第3章专门讨论如何加强军队思想建设。这说明杨靖宇重视经验学习和党内思想建设(所谓中共革命的“三大法宝”之一)，另外还特别注意确定打击目标时要保护老百姓的利益，这对于领导一支杂牌军在恶劣自然环境和数倍敌军的围剿下坚持数年之久是很有帮助的。
在战争策略方面，杨靖宇提出“不击中敌人要害的仗不打”、“对当地人民损害大的仗不打”、“不能占据有利地势的仗不打”、“无战利品可缴的仗不打”等原则，采用“敌合我分，敌进我退，乘敌之虚，各个击破”的游击战术。东北树高林密，杨靖宇了解到日军在哪里活动，就提前率部设伏。敌人来了就分散，敌人过去就开火，打完就撤，日军连个人影都见不到。在杨靖宇的主持下，抗联第一军通过战术研究会、战斗讲评和军事训练等多种方式，发挥集体智慧，总结实践经验，在战斗中注重诱敌深入和集中优势兵力。他擅长的半路伏击、远途奔袭和化装袭击被战士们概括为“杨司令三大绝招”。为匪多年、熟悉山林作战的伪军邵本良部千余人，就是被杨靖宇运用游击战术连续打击并最终全歼的。
为方便战士牢记战术要领，杨靖宇把其内容编入歌曲加以普及。为鼓舞士气，杨靖宇亲自创作了《第一路军军歌》：“我们是东北抗日联合军，创造出联合军的第一路军。乒乓冲锋杀敌缴械声，那就是革命胜利的铁证。正确的革命信条要遵守，官长和士兵待遇都要平等。铁般的军纪风纪要服从，锻炼成无敌的革命铁军。英雄的同胞们前进哪！打出去日本！推翻满洲国！这一次民族革命战争，完成了弱小民族解放运动！这一次民族革命战争，完成了弱小民族解放运动！”

## 寻找杨靖宇

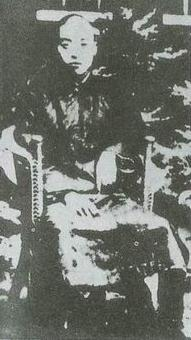
20岁出头的马尚德，摄于1926年。这是马尚德留给家里人唯一的照片，因为家人并不知道他后来在东北使用的化名，所以这也是抗战胜利后其家人寻亲的唯一线索。东北抗联的老干部通过这张照片一眼就认出照片上的人就是他们的杨司令。

马尚德只见过女儿一面，那是1928年3月27日晚，即在女儿出生后的第5天。马尚德联想到家人因为自己干革命而东躲西藏，于是就给女儿起名“马躲”。清晨天微微亮时，杨靖宇看了熟睡中的儿女一眼，就匆匆离开了。夫妻当时只知是生离，不想竟是死别。郭莲身边只留了一件丈夫的物品，即摄于1926年秋天的一张照片。实际上，杨靖宇在省城开封的河南省立第一甲种工业学校读书时与同学的一些合影照片传世。
不仅是国民党经常搜捕马尚德的家人，后来的日伪政府也因有人打报告说马尚德是去东北从事抗日活动而对其家人严刑拷问，但没有得到任何口供。马尚德的家人是“剿匪司令部”的抓捕对象，他们在李湾村的房子被人查抄5次，房子也被烧毁，一家人东躲西藏。马尚德离开后，母亲张君经常对着儿子的照片流泪，还曾因思念儿子而哭瞎了双眼。张君因不愿说出(也确实不知道)儿子的下落，数次被人拷打。1938年，在一次惨遭毒打后，她一病不起，不久就离开了人世。临终前，她拉着儿媳郭莲的手，从墙缝中摸出儿子的照片，说：“娘是见不到他了，你一定等他回来，一定要找到他呀！”婆母去世后，郭莲独自一人挑起全部的生活重担，拾过破烂，讨过饭，带着儿女艰难度日。郭莲和儿女曾把马尚德的照片藏在墙里、缝在破棉袄里，只为收好这唯一的念想。她黄昏时常常一个人静静地站在门口，痴痴地凝望着村口丈夫离开的那条小路。郭莲直到1944年因遭毒打导致一病不起而去世，也没能再见到丈夫。1944年，日伪汉奸将她拉去严刑拷打。她头上被打出一个鸡蛋大的洞，之后又被扔进粪坑浸泡，但什么都没有供认。由于天热，生出蛆来，又无钱医治，郭莲于农历九月十三日离开人世。病重期间，她将儿子马从云、儿媳方秀云、女儿马锦云和女婿张连清叫到炕前说：“好好藏着你爹的照片，将来，等红军打回来了，拿着这张照片找你爹去。记住，你爹叫马尚德……”
1945年日本投降后，确山县城不时有共产党领导的人民军队经过。马从云和马锦云两家人从破棉袄里取出照片，从村里来到十里外的确山县城大街上，拿着父亲的照片询问路过的人民军队是否认识马尚德。两家人过了很久也没有打听到消息，非常失望，并开始怀疑马尚德已凶多吉少。1947年冬，杨靖宇的家乡已经成为中原解放区，马从云和马锦云向确山县人民政府反映、寻亲，县委县政府承认马尚德是“确山暴动”的领导人，1929年后调外地做革命工作不知下落，确山县人民政府为其拨付了1000斤麦子的革命失踪军人家属抚恤粮。
1948年时任豫皖苏行署秘书长、豫皖苏中央分局委员的杨一辰（山东金乡人，不是辽宁法库籍曾任最高人民检察院检察长的杨易辰）在一篇宣传东北抗联司令杨靖宇的文章中看到文章称杨靖宇是安徽人，这引起他的怀疑。杨一辰在1929年至1932年期间与杨靖宇一起在奉天、哈尔滨工作过，杨靖宇曾对杨一辰说起过老家是河南的，家里有媳妇和一儿一女，在河南也做过地下工作等等。后来，在一次会议上，杨一辰遇到了确山农民暴动的领导者之一、杨靖宇在开封求学时的同学徐子荣。徐子荣说，马尚德是他的同乡，是河南确山李湾人。之后，杨一辰即向确山县委发信，在其协助下，找到了“大马”马尚德的后代马从云兄妹。马从云将妹妹马锦云历经艰险保存下来的杨靖宇在河南开封省立第一工业学校读书时的照片和两篇作文稿转交杨一辰，随后又由杨一辰上交中國革命博物館筹备处。
1949年5月，郭沫若写下《咏杨靖宇将军》的诗篇。 
1950年，黑龙江省委决定建立东北烈士纪念馆，并计划将杨靖宇将军的事迹作为最为重要的陈列内容。筹备期间，人们发现难以找到了解杨靖宇早年经历的人。直到开馆前夕，甚至连杨靖宇的真正出生地也没有搞清楚。当时只找到一张旧履历表，写有：“马尚德，号润生，到东北后曾用名杨靖宇……领导过1928年的刘店暴动，1929年春天来东北后，担任中共抚顺特别支部书记，同年8月入狱，1931年11月经党组织营救出狱，后任中共哈尔滨市委书记、中共满洲省委军委代理书记……1936年任东北抗日联军第1军军长兼政委……”党内知道杨靖宇真名的健在者本来就少，至于其出生地和家乡在何处，是否还有后人等情况，大家几乎一无所知。根据这张履历上，大家推断杨靖宇的家乡可能在安徽。1951年夏天，为尽快找寻杨靖宇的确切出生地和他的家人，黑龙江省委决定派出一个以省委常委陈雷为首的调查组赶赴安徽。在安徽省委的帮助下，调查组不但很快查明1928年的刘店暴动确在安徽境内，同时也掌握了这次暴动的领导者中确有马尚德，但没有人打听到马尚德是哪里人。调查组无意发现《人民日报》曾在某显著版面上刊载了时任河南省委常委、省委组织部长、兼省委社会部长、省委党校校长，省纪检委书记、省委工人工委书记的杨一辰的回忆文章《忆模范共产党员杨靖宇同志》（该文实际上发表在1950年7月1日《河南日报》）。陈雷知道杨一辰是杨靖宇在东北开展城市地下工作时的亲密战友，于是细看这篇文章，并发现里面提到杨靖宇是河南人还领导过确山农民大暴动。陈雷到河南省会开封找到了杨一辰，从其口中进一步打听到了杨靖宇的确切出生地和出生年月。杨一辰还说：“杨司令曾经说过，只要抗战一结束，他就回去看看。如果现在他妻子还在世上，你们到河南一定会见到的。”杨一辰在河南省委也组织调查组赴豫南、豫东调查，寻找杨靖宇的亲属，了解杨靖宇在河南的革命斗争情况。
1951年夏天的一个中午，冯仲云等几位干部模样的人来到马尚德老家。调查组的同志把正在吃饭的马从云仔细打量了许久，又向方秀云和丈夫问了有关父亲的情况。后来他俩找出杨靖宇唯一的照片，调查组立即确认了他们就是杨靖宇将军的后代，并激动地说：“找到了，终于找到了杨司令的后代！”但得知马尚德之妻在等了18年后已于1945年病故时，他们不禁唏嘘长叹。而马从云他们也早就听说东北有个抗日英雄杨靖宇，但并不知道杨靖宇就是他们思念的马尚德。

## 子女
马尚德有一子一女，儿子叫马从云；女儿叫马躲，建国后改名马锦云。1942年春天，马从云与17岁的方绣云(-2006)结婚。因家有几十亩地，儿子马从云在土改初期被划为“地主分子”，后因确认是杨靖宇的儿子，因而没有被追究。马从云受组织照顾，到开封工农干部速读班学习，毕业后，分到郑州铁路局工作。1964年，马从云在出差途中突然去世，时年38岁。丈夫去世后，39岁的方秀云怀着3个月的身孕，还带着最大14岁，最小只有5岁的4个孩子，生活相当艰难。她捡过破烂，糊过纸盒，缝过手套……在上世纪50年代建的两间36平方米的小平房里，带着孩子一直住到1998年拆迁。邻居多次劝她找政府解决生活困难，她说：“就因为我这样的身份，更不能给政府添麻烦。比起我公爹、公婆当年的困难，眼下这点困难算什么。”
马从云有2个女儿和3个儿子，从大到小依次是马继光、马继先(女)、马继传(女)、马继志和马继民，其中最小的马继民生于1965年。马继民当过兵，在南海舰队服役，复员后在郑州铁路局物资采购供应中心工作。2005年7月7日，马继民被靖宇县聘请为靖宇县县长助理，负责红色旅游等工作。马继民获政府聘用的新闻刚传出时，曾在网上引起不小争议。马继民则表示自己从事的是红色旅游方面的工作，而且自己不拿工资，还强调自己绝不负责招商引资一类的商业事务，以免给爷爷抹黑。马继民表示，他可以没有大出息，但不能给爷爷抹黑。
儿媳方绣云把从杨靖宇牺牲地带回的一块带树皮的桦木当作传家宝收藏。马继先的儿子(儿媳方绣云的外孙)则去过国外。
方绣云教育子女在外不要随便透露是英雄的后代。马继志曾在1977年到1981年参军，并参加了1979年中越战争，但服役期间从未和战友提起过自己爷爷的名字。他在战争中负过伤，并荣立过三等功一次。

## 逸闻
- 杨靖宇身形高大(身高超过190cm[8])，阵亡前夕在食不果腹的情况下，一路健步如飞跑了数日，把追击的日军都累坏了。
- 杨靖宇早年从事地下工作时，曾向上级反映叛徒太多，批评地方党委的组织水平糟糕。主动要求离开城市地下工作，改去做军事工作。
- 杨靖宇为中专文化，字也写得好，蹲监狱时经常帮监狱的看守写文书，争取到了许多看守的同情和支持。(当时很多监狱看守不会写字，连给家里写信都要求人[22]。)看守们提拔他当杂役头目[22]，对他在监狱里传播共产主义的行为睁一只眼闭一只眼，还有的看守偷偷地带给他一些亲共的刊物看[4]。他也以爱国为切入点，向一些有正义感但对中共持怀疑态度的看守兜售共产主义学说[4]。他还出主意帮另一位狱友洗脱过冤屈，令狱友和看守们对他的能力刮目相看[4]。这样一来，杨靖宇蹲监狱不但没有被国民党影响，反而还影响了身边人的政治方向。

## 名言
- “我珍惜自己的生命，但不可能如你所愿。很多部下都牺牲了，我如今只剩了自己一个人。虽临难，但我的同志们在各地转战，帝国主义灭亡之日必将到来。我将抵抗到底，无须多说，开枪吧。”[8]

## 评价
东北地区曾有一首儿歌广为流传：“满天星，数不清，东边道，出英雄；抗日英雄无其数，杨靖宇数第一名。”另有一首《杨靖宇将军之歌》也常被提到：“松花江水流不停，不灭日寇气不平，长白山上英雄多，数着杨靖宇杨司令。”杨靖宇被中共《救国时报》誉为“东三省第一个执行游击战术的人”。中共六届六中全会表彰杨靖宇等抗联战士是“冰天雪地里与敌周旋7年多的不怕困苦、艰难奋斗之模范”。
参与“围剿”的满洲国通化省警务厅长岸谷隆一郎曾承认杨靖宇“虽为敌人，睹其壮烈亦为之感叹：大大的英雄！中国人真了不起，杨靖宇这样的人要有十个，我们日本就完蛋了”。岸谷隆一郎向记者解释为什么非要劝杨靖宇归顺时说，“我们为了让杨（靖宇）活下去，使他的才能向好的作用方向转化，才考虑劝他归顺。”满洲国1940年4月出版的日文《协和》杂志263期登载的《杨靖宇讨伐座谈会》一文有这样的记录：杨靖宇“不但有武功，而且有文才”，“才干不一般，不是一个寻常人物可比的人”。曾把杨靖宇的遗体抬下山的日本士兵金井曾说：“半个世纪过去了，我一直崇敬杨将军。他是真正的武士，他的军衔应该和我们关东军司令一样高，可他和普通士兵吃一样的饭，穿一样的衣，睡一样的床，实在是不可思议！作为原日本关东军二等兵，我已经76岁了，我还活着，他却早已离开了这个世界。我愿意把最后的军礼敬给这位坚强的中国军人。”
当吉林通化初告日军投降的时候，各地失去日军靠山的伪军“讨伐队”疯狂地打家劫舍，匪患猖獗。杨靖宇的旧部40余人来到通化后，当地200多名煤矿工人慕杨靖宇之名前来参军，迅速组建出一支剿匪军。杨靖宇的名字在当地土匪眼中也有很重分量。在抗日已胜利后的一次剿匪中，土匪派出的谈判代表在确认对方是杨靖宇带领过的支队后就马上坚定了投降的打算。土匪代表回到林子中后没过太久，土匪们就缴械投降。
朝鲜领导人金日成为杨靖宇陵园送过花圈，并且在回忆录中写道：“杨靖宇那双炯炯有神的大眼睛，一眼就吸引了我。人值千金，眼值八百。我一看杨靖宇的眼睛，就知道他是一个忠厚而热情的好汉”，“我和杨司令，民族不同，出身也不同，但我想起同他相逢时的种种情景，仍然久久地暗自流泪，好几天吃不下饭。”，
金日成的自傳《与世纪同行》中写道：
我和他以两国革命者的名义约定，一定要转祸为福，成为胜利者再会，可惜，从那以后我再也没见过杨靖宇。”

1995年4月7日，曾任东北抗联第一军政治部代理主任、1985年任中纪委常务书记的韩光在为赵俊清著《杨靖宇传》所作的序言《抗日英雄杨靖宇》中写：

杨靖宇治军有方，他领导的部队有以下几个明显的特点：
1. .重视政治工作，有严格的军纪，强调官兵一致，密切联系群众，处处为人民着想，是一支党领导下的真正的人民军队。
2. .结合斗争实际，贯彻党的抗日民族统一战线政策。早在1933年冬就开始把许多分散的抗日义勇军逐步团结在我军部队周围，发展壮大了抗日武装力量。
3. .不断加强队内团结，包括领导核心的团结、官兵团结、中朝民族团结。特别注重与朝鲜抗日武装力量共同对敌。
4. .善于运用游击战术打击敌人，在游击战争中不断拓展抗日活动区域，巩固扩大抗日武装斗争中取得的成果。
5. .注意创建抗日游击根据地，使武装斗争的开展有可靠的依托，在敌强我弱、毫无外援的形势下，能够坚持长期的斗争。

据我看来，以上各点都是较为突出的。由于杨靖宇能够不断采取各种措施增强部队战斗力，其所部在东北抗日游击战争中，是尽人皆知的一支英勇善战、令日伪当局心胆俱寒的队伍。
在那战争年代，杨靖宇指挥抗联部队消灭了大批敌人有生力量，取得了辉煌战绩。这些战绩极大地唤醒了东北人民争取民族解放的觉悟。广大民众坚信，只要有杨靖宇等领导的抗日队伍的英勇抵抗，中国就不会亡，日本侵略者就终将被赶出中国大地。
我在与杨靖宇的接触中，感到他确实是个博学多才的卓越的政治、军事领导者。他随身带有从中央红军那里传来的几本游击战争小册子，经常阅读研究。他还常常用《孙子兵法》里“声东击西”“出其不意”“兵不厌诈”“围魏救赵”等谋略来解释一些战斗、战役，总结经验教训，教育干部和战士。因此，同志们都非常信服和钦佩他。在与之接触中，我深深地感到杨靖宇自身有许多值得学习的高贵品质。他忠实于党和人民，始终对革命前途充满信心；他待人热情，谦虚谨慎，遇事同大家商量，并尊重别人的意见；他艰苦朴素，密切联系群众，与群众同甘共苦；他坚韧刚毅，有勇有谋，不怕任何艰难险阻。他的这些高贵品质，在抗联部队和当地人民群众中，形成了一种凝聚力。他深受人民爱戴，人们把他看成是“东北人民有希望、有信仰、能有把握收复失地的民族英雄”（巴黎《救国时报》，1935年6月30日）。
杨靖宇在东北领导的抗日武装斗争表明：在民族危难时刻，是中国共产党人以民族利益为最高利益的；广大东北人民是不甘屈服于日本帝国主义强权统治的；中华民族是有与自己的敌人血战到底的英雄气概，并最终要取得胜利的。
1940年2月23日，杨靖宇与凶残的日本侵略者进行了最后的战斗，他的鲜血染红了长白山洁白的积雪。他把宝贵的生命献给了中华民族的解放事业。杨靖宇虽死犹生。因为他和他创立的业绩代表着一个时代，同时更是中华民族不甘屈服于帝国主义的顽强反抗精神的具体、生动的体现。杨靖宇同志的光辉业绩将永垂史册。如同古往今来，一切为民族为人民做出卓越贡献的人物总会受到后人的怀念一样，杨靖宇自然也得到了一代又一代人的缅怀与敬仰。

## 纪念活动

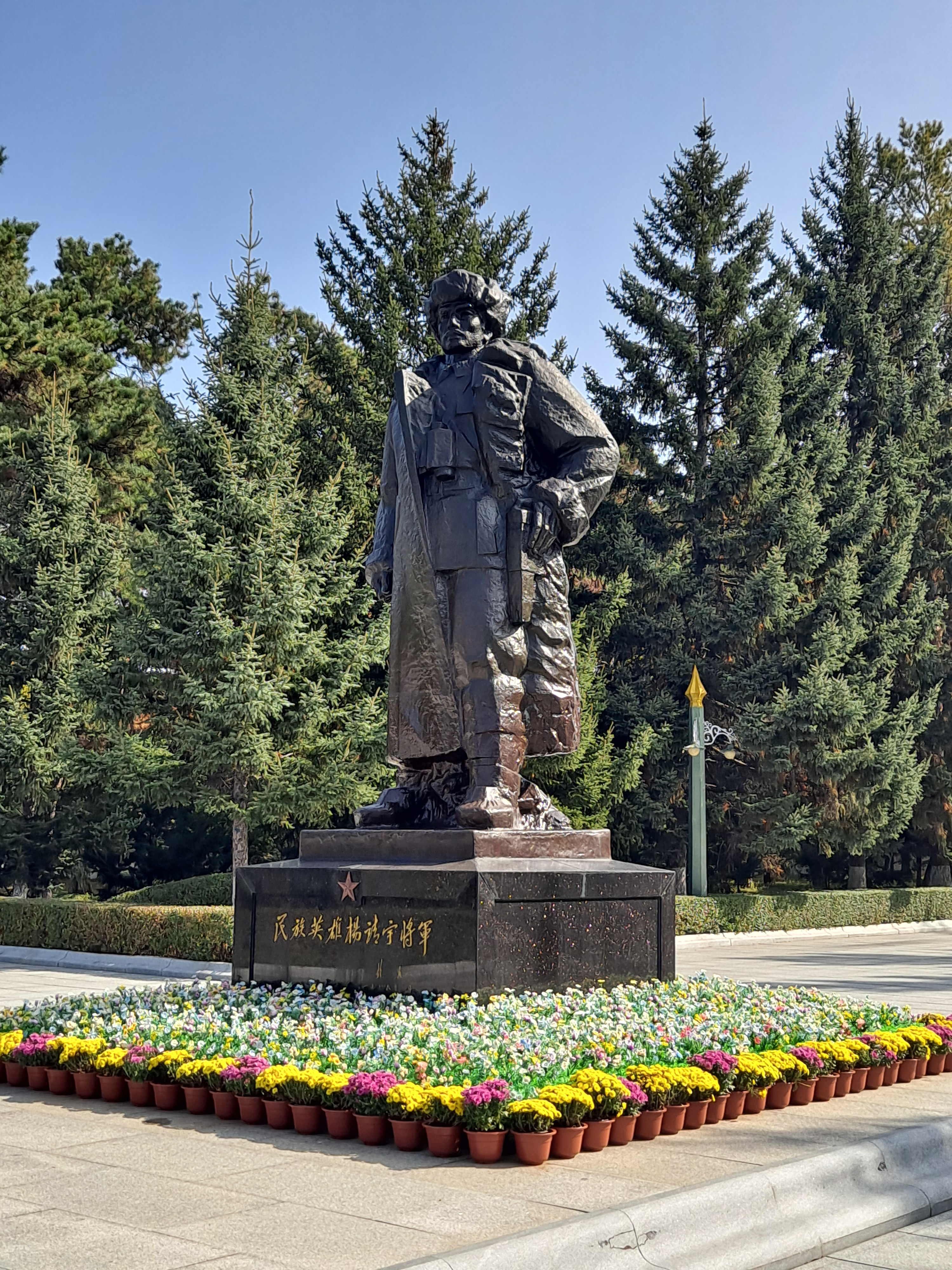
杨靖宇烈士陵园中的杨靖宇雕像

- 1940年，陕甘宁边区就已将魏东明著《东北抗日领袖杨靖宇》一文定为高小国语教材。
- 1945年抗战胜利后，1945年10月下旬中共在濛江县建立起民主政府后，立即筹备为杨靖宇重新安葬。1946年初，濛江县副县长兼民教科长张汇东主持召开了各界代表座谈会，动员募捐为杨靖宇将军修墓，县政府提出将濛江县改为靖宇县。1946年2月14日东北行政委员会将濛江县命名为靖宇县[23]。1946年2月14日县政府发布《为濛江县易名告各地同胞书》：“我们为永远纪念杨司令，故将濛江县改为靖宇县，以作长久纪念。请大家不要再叫濛江县而称靖宇县，以此来追念抗日救国的先烈杨靖宇司令吧！”县政府的这一决定得到了各界人士的支持。该县人民群众和大小商户踊跃捐款为杨靖宇司令修墓。修墓经费解决后，便开始备料、选择墓地、买棺木，这些准备工作在一个月内便完成了。李咸阳老先生书写了碑文。石碑正面镌刻“抗日民族英雄杨靖宇将军之墓”13个大字，下款书写着“靖宇县民主政府暨靖宇县各界人民同立”，背面镌刻着杨靖宇将军传略。杨靖宇将军的陵墓修建在濛江县保安村西北的一个平岗上。青砖砌成的墓室，前面横额上写着“抗日民族英雄杨靖宇将军英名千古”。墓室里安放着棺木，棺木前的供桌上摆放着杨靖宇将军放大的头像照片。墓室周围砌起青砖花格围墙，墓室门前矗立着杨靖宇将军的墓碑。1946年2月23日，杨靖宇殉国6周年。辽东省政府、靖宇县政府隆重召开杨靖宇将军追悼大会。辽东省政府主席张学思、副主席杜著衡、东北民主联军杨靖宇支队政治委员刘培植、县委书记田稼丰、县长周嘉达等靖宇县的各级干部和各界群众数千人参加了大会。省政府主席张学思在会上致悼词。许多当年在杨靖宇司令领导下的抗联老战士在墓前大哭。各界群众按照传统习惯焚香烧纸悼念。随后，县人民政府在杨靖宇墓前枪决了汉奸王士洪、桑文海和告密者三道崴子伪牌长赵廷喜、特务李正新。从1946年2月23日这天起，濛江县改名靖宇县，杨靖宇牺牲地附近的保安村改名为靖宇村，濛江镇改为靖宇镇。
- 1946年2月13日，通化专员公署代中国人民解放军第四野战军总司令林彪、政委彭真、罗荣桓发布命令：将原通化支队改为通化省保安部队杨靖宇支队，以纪念抗日先烈。杨靖宇支队的番号后来又改了几次，但战士们还是喜欢叫杨靖宇支队，每到一个地方只要有人问起是哪个部队的，都回答是杨靖宇支队。杨靖宇支队如今是济南军区某集团军装甲旅。在每年的杨靖宇殉国日，军队都会举行纪念仪式。[8]
- 1946年5月7日，党中央机关报《解放日报》第4版发表署名郑昌的《东北抗日烈士传略　杨靖宇同志》。同年还出版了纪云龙所著的《杨靖宇与抗联第一路军》一书。
- 1948年年初长春地下党李野光从一个曾做日军酒保生意的日本人铃木那里听说有两颗抗日联军指挥官的头颅存放在原关东军的医务部，一颗是杨靖宇司令的，另一颗是“三江好”（陈翰章）的。关东军医务部早已经不存在了。李野光等地下党探寻了许多长春的熟人也没有线索。1948年2月下旬，李野光从他的老同学也是地下党的刘亚光那里听说，国立长春大学的医疗器械和药物、人体标本多半是从日本关东军医务部拉出来的。李广德和刘亚光伺机到长春大学医学院查找到两只直径8寸多、高约1尺7寸的圆柱形玻璃缸，里面泡在福尔马林药水中的两颗头颅，布满灰尘的封盖上面一只容器贴着纸条上写着“三江好”，而另一容器上字迹难辨，推测是杨靖宇。1948年10月19日长春易幟。次日，刘亚光将两颗烈士遗首送至亚光医院。4天后由李广德送到松江军区前线指挥部长春办事处。1948年12月松江军区派张羽率5名战士乘火车和步行经转吉林市、五常县，护送遗首至哈尔滨市，于1948年12月25日正式安放在哈尔滨东北烈士纪念馆。
- 1948年10月10日，在东北局、东北民主联军总部主要领导和罗荣桓、周保中的领导和关心下，东北烈士纪念馆对外开放，这是第一个陈列抗联和杨靖宇事迹的大型博物馆。至今，杨靖宇生平事迹仍是东北烈士纪念馆的主要陈列内容之一。
- 1952年，中国人民志愿军归国代表团在哈尔滨瞻仰东北烈士纪念馆之后，提出“于抗日联军主要活动地区修建杨靖宇将军墓”的建议，由松江省政府主席冯仲云代拟报告，经东北人民政府批准并于同年6月24日用公函通知当时辽东省人民政府:“决定在通化市修建靖宇墓。”杨靖宇烈士陵园工程由辽东省建工局设计室于1954年6月5日完成第一次设计，并派人携带图纸来通化市征求意见后，在8月中旬又完成了第二次设计。整个设计是古典大屋顶的形式。经省政府批准的工程具体项目有:灵堂陵墓、陈列室、管理所、通道、照明、塑像、浮雕、大门、围墙等，整个规划占地面积2万平方米。靖宇陵园选择建在通化市后，通化市决定把陵园修建在江东胜利街的东山之巅。从1954年7月施工到1957年秋，工程历时三年完成。1957年7月15日，朱德委员长为杨靖宇烈士题词:“人民英雄杨靖宇同志永垂不朽。”郭沫若为杨靖宇赋诗一首：“头颅可断腹可剖，烈忾难消志不磨。碧血青篙两千古，於今赤饰满山河。”彭真为烈士陵园题词。生前战友周保中题词“正气长存，靖宇同志千古”。谢觉哉题词“丹心贯日，靖宇同志千古”。
- 1957年，中央决定把杨靖宇烈士的遗体和遗首在吉林省通化市合葬。1957年8月下旬，杨靖宇遗骨由靖宇县移至通化市。1957年9月25日，黑龙江省暨哈尔滨市党政军民在东北纪念馆礼堂举行隆重的恭送杨靖宇司令遗首大会。运送烈士遗首的列车到达通化后，通化市党政军民在新通化火车站举行了隆重的遗首迎归仪式。杨靖宇司令的遗骨，用石膏赋形，同遗首对接好，覆盖五星红旗，殓入黑漆棺木，罩以黑色丝绒，安放在灵堂后部拱形园厅正中。周保中被聘为安葬委员会委员，负责修改校补《杨靖宇将军生平事迹》一文，除根据资料与可靠记忆仔细订正外，还送杨一辰、冯仲云、李范五等广泛征求意见，1957年12月底定稿。
- 1958年2月23日，杨靖宇烈士陵园揭幕仪式暨杨靖宇殉国十八周年公祭大会在通化市隆重举行。中共中央代表康生、中华人民共和国国防部代表、沈阳军区司令员邓华上将、吉林省代表、省委书记兼省长栗又文、黑龙江省代表、省委副书记于天放、辽宁省代表张雪轩副省长、家乡河南省代表、副省长邢肇棠、杨靖宇将军亲属代表马从云、马庆云、东北抗联老战友周保中和冯仲云、生前战友代表尹俊山等和各界群众九千多人参加。杨靖宇之子马从云致谢词。中共中央以及国务院和毛泽东、刘少奇、周恩来和朱德等党和国家领导人以及朝鲜劳动党的抗联老战友金日成、崔庸健、金一、金光侠、崔贤等送花圈，并高度评价了杨靖宇光辉的抗日战斗一生[46]。杨靖宇的家乡河南省政府、确山县政府和国家有关部门及东北各省、市以及杨靖宇的生前战友、家属等送来的铁质花圈42个、纸质花圈122个，挽联66幅。公祭仪式结束后，各地代表瞻仰杨靖宇将军遗容，举行杨靖宇遗体安葬仪式。在庄严的国际歌声中，当日11时50分周保中和冯仲云、于天放、伊俊山等为烈士盖棺封墓。《吉林日报》同日发表抗联老干部周保中的长诗《悼念杨靖宇将军——十八年后公葬之日》。杨靖宇烈士陵园现为爱国主义教育基地[5]和国家4A级景区[47]，免费开放对外开放[47]。
- 1958年，家乡政府在河南省确山县李湾村修建了杨靖宇将军故居纪念馆。
- 1958年8月，在东北抗联老战友周保中、伊峻山、张瑞麟、王传圣、黄生发主持下，由张麟执笔的《杨靖宇传》写成，11月由天津人民出版社出版，后于1960年9月和1979年出版第2版和第3版，总计发行300万册以上，并于1963年出版盲文版。
- 1960年，为纪念杨靖宇殉国20周年，吉林人民出版社将周保中等的回忆文章汇编为《松柏常青》一书。
- 1967年6月在通化县兴林镇发现的杨靖宇印章，陈列于中国人民革命军事博物馆抗日战争展厅。[48]1933年末至1937年，杨靖宇率东北人民革命军第一军独立师（后为抗联一路军）战略移师东边道，在金川县河里一带（即今兴林镇）活动。据不完全统计，杨靖宇生前曾到过河里及周边沟屯17次。印章发现现场立有“靖宇印章发现地”纪念碑。另一枚传世杨靖宇印章收藏在哈尔滨东北烈士纪念馆。
- 靖宇县于1980年杨靖宇殉国40周年之际修建了朱德为杨靖宇题词手迹碑。
- 1981年中国共产党建党60周年之际，党中央赞誉杨靖宇是“早年为党为国捐躯的人民军队的杰出将领”之一。
- 1985年9月26日，邓小平亲笔题写了“民族英雄杨靖宇烈士纪念碑”。
- 1989年底，在靖宇县三道崴子建立了由中国共产党中央顾问委员会主任陈云亲笔题写的“杨靖宇将军殉国地”牌楼。
- 1994年7月，赵俊清著《杨靖宇传》由黑龙江人民出版社出版，2005年再版，全书50余万字，是迄今为止最为详尽全面深入的一部杨靖宇传记。
- 1995年1月12日，河南省确山县举行了杨靖宇诞辰90周年纪念大会；中共中央总书记、国家主席、中央军委主席江泽民亲笔题写馆名：“杨靖宇将军纪念馆”。[49]
- 2005年中国人民抗日战争和世界反法西斯战争胜利60周年之际，党中央又指出杨靖宇是“中国人民不畏强暴、英勇抗争的杰出代表”之一。
- 2005年杨靖宇诞辰100周年之际，吉林文史出版社又出版了近百万字的《永久的丰碑——杨靖宇将军资料汇编》一书。
- 2005年，在杨靖宇将军诞辰百年和纪念抗日战争胜利60周年之际，通化市人民又投资4000万元，对杨靖宇烈士陵园进行了重新修缮，并在园区内新建了东北抗日联军纪念馆，以弘扬杨靖宇将军的革命精神。如今，杨靖宇烈士陵园已成为全国爱国主义教育示范基地和全国红色旅游的经典景区。
- 2009年，杨靖宇将军入选100位为新中国成立作出突出贡献的英雄模范人物。2009年9月14日，党和国家领导人胡锦涛、习近平等集体接见了部分“双百”人物及家属代表并合影留念。党中央举行了“双百”人物代表座谈会。杨靖宇之孙、靖宇县县长助理马继民作为家属代表之一参加了上述活动。
- 2009年9月23日，时任中共中央政治局常委、国家副主席的习近平在哈尔滨视察期间，特意参观了东北烈士纪念馆，瞻仰了杨靖宇的遗像遗物。
- 2014年，民政部公布的首批著名抗日英烈和英雄群体名录中，对杨靖宇也作了重点收录。
- 2014年，解放军出版社将杨靖宇警卫员黄生发的回忆录《杨靖宇将军在重围中》改编为连环画《转战密林》，作为《星火燎原》百集系列连环画之一出版发行。

## 传记
- 杨尚昆，胡乔木，周保中《杨靖宇将军生平事迹》
- 卓昕. . 解放军出版社. 2002年 （中文（中国大陆））.
- 赵俊清. . 黑龙江人民出版社. ISBN 9787207103987 （中文（中国大陆））.
- 孙少山. . 辽宁少儿出版社. 2011年 （中文（中国大陆））.
- 张洪军 (编委会主任), 尚全州 (编委), 刘畅 (编委), 张万杰 (编委), 王平鲁 (编委), 张鹏一 (编委), 王惠宇 (编委), 于之伟 (编委), 张大庸 (编委), 徐文涛 (编委), 王春林 (编委), 李正卓 (编委), 吕勋福 (编委). . 赵俊清 (顾问), 曹宏举 (出版人), 姜楷杰 (责任编辑), 王海荣 (责任编辑), 康莹 (责任校对) 第1版. 北京市地安门西大街旌勇里8号: 当代中国出版社. 2016年  [2017-01-15]. ISBN 978-7-5154-0712-8. （原始内容存档于2017-01-16） （中文（中国大陆））.

## 文化影响

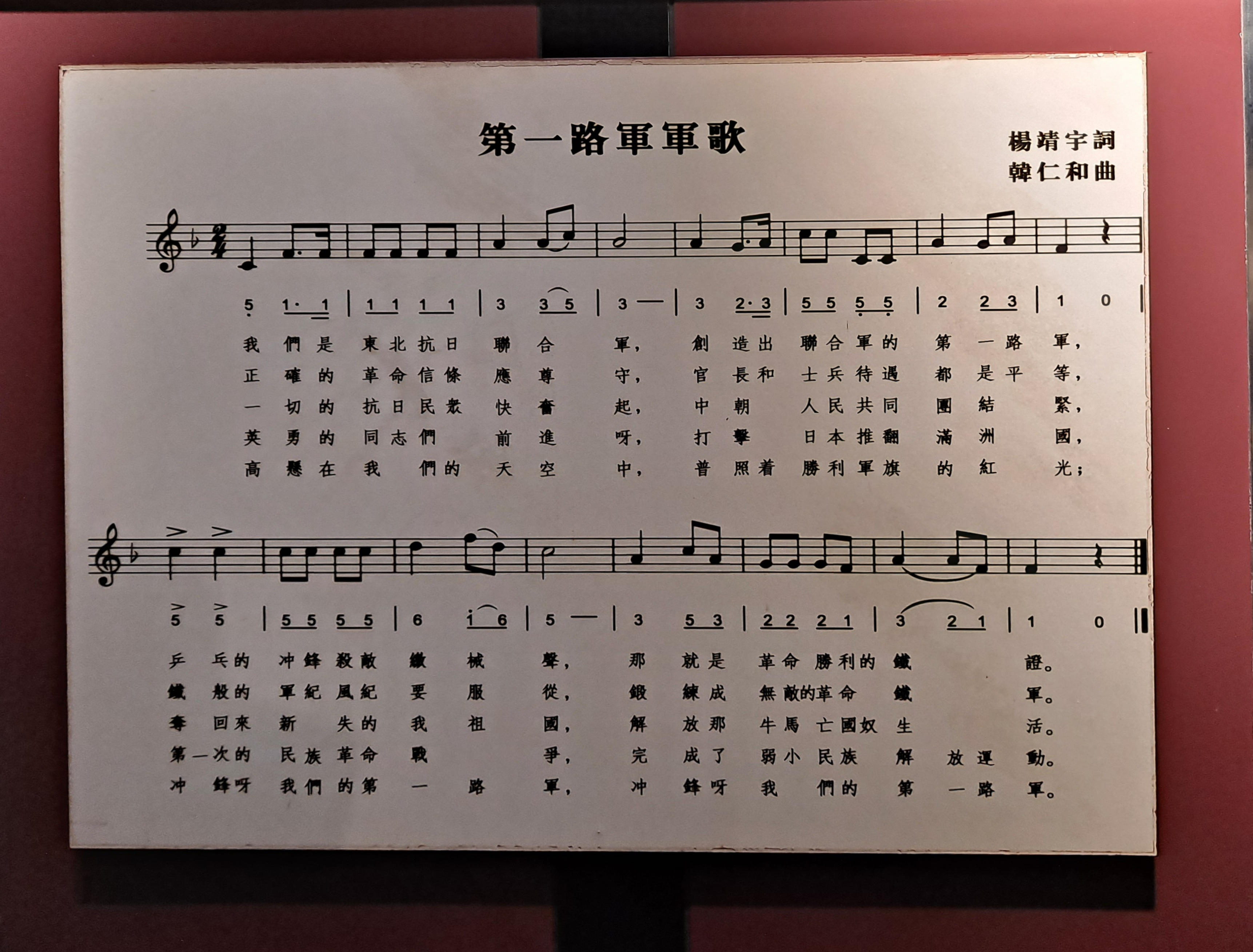
杨靖宇作词的《第一路军军歌》，通化抗联纪念馆

### 电影
| 首播年份 | 片名              | 扮演者 | 導演           | 影视公司       | 注释                          |
| -------- | ----------------- | ------ | -------------- | -------------- | ----------------------------- |
| 1994年   | 《步入辉煌》      | 王刚   | 颜学恕，周友朝 | 西安电影制片厂 |                               |
| 1997年   | 《白山黑水》      | 丁勇岱 | 张夷非         | 长春电影制片厂 |                               |
| 待定     | 《民族魂·杨靖宇》 | 田牧宸 | 吕小龙         | 八一电影制片厂 | 片名一说为“铁血英魂—杨靖宇”。 |

### 电视剧
| 首播年份 | 劇名             | 扮演者 | 導演                 | 影视公司                                 | 注释 |
| -------- | ---------------- | ------ | -------------------- | ---------------------------------------- | --- |
| 2001年   | 《东北抗日联军》 | 张贵生 | 孙波，单联全，孙文才 |                                          | |
| 2005年   | 《杨靖宇将军》   | 巫刚   | 李文歧               | 中视影视制作有限公司                     | |
| 2015年   | 《东北抗日联军》 | 王洛勇 | 李文岐               | 八一电影制片厂，黑龙江电影电视剧制作中心 | 王洛勇和李文岐还合作拍摄过2003年电视剧《林海雪原》。 原著《林海雪原》中的人物谢文东原先就曾是东北抗联的干部。 |

### 资料引用
1. ↑  . 人民网（解放军报）. 2014年8月29日  [2017年1月15日]. （原始内容存档于2020年7月18日） （中文（中国大陆））. “‘九一八’，大炮响，小鬼子，占沈阳。蒋介石下令不抵抗，扔下百姓遭了殃。不是下令要劳工，就是强征出苛粮。逼得人们没活路，上山去找大老杨。”这是一首在靖宇县流传甚广的民谣，“大老杨”说的就是杨靖宇，那是东北民众对他的昵称，当年他和战友们浴血抗战，牵制了数十万日寇入关南犯。
2. 1 2 3 4 5 6 7 8 9 10 11 12 13 14 15 16  见当代中国版传记 2016，第1-3頁。
3. 1 2 3 4 5 6 7 8 9 10  见当代中国版传记 2016，第5-6頁。
4. 1 2 3 4 5 6 7 8 9 10 11 12 13 14 15 16 17 18 19 20 21 22 23 24 25 26 27  见当代中国版传记 2016，第323-353頁(属于该书附录“大事年表 (1905-1958年)”部分)。
5. 1 2 3 4 5 6 7 8 9 10 11 12 13 14 15 16 17 18 19 20 21 22 23 24 25 26 27 28 29 30 31 32 33 34 35 36 37 38 39 40 41 42  钟怀涛 (记者), 李麓桢 (通讯员). . 马继民 (全家福照片提供者). 河南商报. 2008年2月24日: 第J03版  [2017年1月15日]. （原始内容存档于2017年1月16日） （中文（中国大陆））.
6. 1 2 3 4 5 6 7 8 9 10 11 12 13 14 15 16 17 18 19 20  . 中国国防报, 网易新闻 (转载网站). 2007年1月30日  [2017年1月15日]. （原始内容存档于2017年2月2日） （中文（中国大陆））. (这则新闻把马尚德的妻子的名错写成了“郭凤”。网上另有一则题为《杨靖宇后代被找到 儿女坚决不要"特殊待遇"》的新闻与这则新闻的内容是一样的。)
7. 1 2 3 4  马继民 (口述), 苏建军 (记者). . 李宇浩 (责任编辑), 盛卉 (责任编辑). 中国妇女报. 2014年4月25日  [2017年1月14日]. （原始内容存档于2015年4月20日） （中文（中国大陆））.
8. 1 2 3 4 5 6 7 8 9 10 11 12 13 14 15 16 17 18 19 20 21 22 23 24 25 26 27  . 澎湃新闻网. 2015年8月15日  [2017年1月14日]. （原始内容存档于2020年7月18日） （中文（中国大陆））.
9. 1 2 3 4 5 6 7 8 9 10 11 12  见当代中国版传记 2016封面的人物简介。
10. 1 2  . 凤凰大视野. 原洋 (责任编辑). 凤凰卫视. 2015年8月14日  [2018年1月13日]. （原始内容存档于2018年1月14日） （中文（中国大陆））. 刘强敏（中国抗日烈士纪念馆馆长）：东北抗联是这样的，它在整个十四年的抗战岁月里，我个人理解东北抗联它非常有它这个特点吧，它首先呢，它就像您说的这样，东北抗联非常艰苦，艰苦到什么程度呢？就是用我们研究抗联的专业学者来说，它是达到了人类个体能承受的极限了，首先说东北这个气候环境吧，东北当时的环境冬季气温可以达到零下四十度左右，东北抗联呢它不像关内，就是有气候或者可以找一些民居什么的，它的主要活动都在深山密林中，根本没有房子，没有房屋。 (摘自张玮所著《历史的温度》)
11. 1 2 3 4 5 6 7 8 9 10  张玮. . 戴丽丽 (责任编辑), 李逸博 (责任编辑), 谢芳 (编务). 中信出版集团, 瞭望智库 (转载网站), 凤凰网 (转载网站). 2017年9月3日  [2018年1月13日]. （原始内容存档于2019年8月12日） （中文（中国大陆））. (摘自张玮所著《历史的温度》)
12. ↑  范春旭 (新京报记者). . 朱姝璇 (特约顾问). 新京报, 凤凰网 (转载网站). 2015年6月1日  [2018年1月13日]. （原始内容存档于2019年8月13日） （中文（中国大陆））. (摘自张玮所著《历史的温度》)
13. 1 2 3  张金豹. . 党史博览 (期刊), 中国共产党新闻网 (转载).   [2016-09-26]. （原始内容存档于2020-07-18）.
14. 1 2 3 4 5 6 7 8 9  见当代中国版传记 2016，第13-14頁。
15. ↑  . 中国人民大学书报资料社. 1985-01-01: 153 （中文（中国大陆））. 杨靖宇(1905 — 1940)河南确山人。1926年在家乡从事农民运动。1927年4月参加组织确山农民暴动，5月加入中国共产党。
16. ↑  确山县编史修志委员会于1959年9月28日定稿、1960年5月1日印刷的《确山革命斗争史料》，在扉页上登载整版照片，在杨靖宇遗体照片背面，作了简介：“杨靖宇烈士原名马尚德，号骥生，系我县李湾村人，生于1905年，1925年加入共青团，次年加入中国共产党，大革命时期是确山农民运动领导人之一。”《确山革命斗争史料》是经过徐子荣、徐中和等近百位老同志审阅和肯定的。
17. ↑  .   [2022-04-14]. （原始内容存档于2022-04-14）.
18. ↑  朱汉国, 杨群. . 四川出版集团. 2006 （中文（中国大陆））. 1928年秋,杨靖宇调白区工作,先后在信阳、开封、洛阳从事地下工作,...
19. ↑  夏国珞. . 中共中央党校出版社. 1995-01-01: 18. ISBN 9787503512421 （中文（中国大陆））.
20. 1 2 3 4 5 6 7 8  姜辣. . . 吉林出版社. 2011年4月版.
21. ↑  . 辽宁人民出版社. : 437 （中文（中国大陆））.
22. 1 2 3 4 5 6 7  王全有 (记者). . 程宏毅 (责任编辑). 辽宁日报, 中国共产党新闻网 (转载). 2011年7月21日  [2016年9月26日]. （原始内容存档于2017年1月14日） （中文（中国大陆））.
23. 1 2  . 陈卓 (责任编辑). 央视网. 2005年8月23日  [2017年1月14日]. （原始内容存档于2020年7月18日）.
24. ↑  . 新华社, 哈尔滨日报在线版 (转载网站). 2017年1月12日: 第13版  [2017年1月14日]. （原始内容存档于2017年1月16日） （中文（中国大陆））.
25. ↑  . 肖武岗 (责任编辑), "UN845" (责任编辑). 新华社, 搜狐新闻 (转载网站). 2017年1月11日  [2017年1月14日]. （原始内容存档于2020年7月18日） （中文（中国大陆））.
26. ↑  . 多维新闻网. 2016-01-31  [2016-09-26]. （原始内容存档于2017-01-14） （中文（中国大陆））.
27. ↑  孙践. . 吉林省图书馆. 2005-03-14  [2024-11-04]. （原始内容存档于2024-12-01）.
28. ↑  程斌(1911-1951)，吉林省伊通县人。
29. ↑  班永吉. . 河南党史方志网. 2023-03-22  [2024-11-04]. （原始内容存档于2024-04-15）.
30. ↑  . 吉林省地方史志编纂委员会. 2016-07-11  [2024-11-04]. （原始内容存档于2024-12-01）.
31. ↑  陆军. . 国防时报. 2020-09-04  [2024-11-04]. （原始内容存档于2024-12-01）.
32. ↑  刘旭. . 人民日报周恩来纪念网. 2018-09-13  [2024-11-04]. （原始内容存档于2024-12-01）.
33. ↑  见当代中国版传记 2016，第118-119頁 (位于原书第4章第4节)。
34. 1 2 3  尚金州. . 共产党员 (中共辽宁省委, 中国知网). 2015年7月下, (14): 38  [2017-01-15]. （原始内容存档于2020-07-18）.
35. 1 2  见当代中国版传记 2016，第118-119頁。
36. 1 2 3 4 5 6 7  . 吴思瑶 (责任编辑), 谢磊 (责任编辑). 人民网, 中国共产党新闻网. 2014年3月14日  [2017年1月14日]. （原始内容存档于2020年7月18日） （中文（中国大陆））. 杨靖宇神出鬼没的游击战术，曾令日伪闻风丧胆、百姓拍手称快。(摘自《可歌可泣的诗篇——毛泽东与东北抗日联军》)
37. ↑  杨满良. . 刘连梅 (网站编辑). 中新网, 抗日战争纪念网 (转载网站). 2015年6月13日  [2017年1月15日]. （原始内容存档于2020年7月18日） （中文（中国大陆））.
38. 1 2  . 凯旋 (责任编辑). 新华网, 驻马店广视网. 2015年6月17日  [2017年1月14日]. （原始内容存档于2020年7月18日） （中文（中国大陆））.
39. ↑  李凤虎 (记者). . 河南日报, 新浪河南 (转载网站). 2016年12月23日  [2017年1月15日]. （原始内容存档于2020年7月18日） （中文（中国大陆））.
40. ↑  殷晓章 (记者). . 何青龙 (网站编辑). 河南商报, 抗日战争纪念网 (转载网站). 2016年12月7日  [2017年1月15日]. （原始内容存档于2020年7月18日） （中文（中国大陆））. (这个新闻把马尚德的母亲和妻子的名字搞反了，建议换一个看上去更靠谱一些的来源。)
41. ↑  据《普通中国人的家族史》[页码请求]。
42. 1 2 3 4  钟怀涛 (记者). . 张改萍 (责任编辑). 河南商报, 新华网. 2008年2月14日  [2017年1月14日]. （原始内容存档于2011年4月13日） （中文（中国大陆））.
43. 1 2 3 4 5  陈旭. . 崔真平 (责任编辑). 中国法院网. 2005年4月4日  [2017年1月15日]. （原始内容存档于2020年7月18日） （中文（中国大陆））.
44. ↑  范春旭, 王嘉宁. . 新京报. 2015年6月1日  [2017年1月14日]. （原始内容存档于2020年7月18日） （中文（中国大陆））.(《新京报》原标题：抗战烈士遗孤是家中常客)
45. 1 2  蔡君彦 (记者), 许俊文 (摄影). . 大河网 (郑州), 网易新闻 (转载网站). 2014年9月30日  [2017年1月15日]. （原始内容存档于2017年2月2日） （中文（中国大陆））.
46. 1 2  宋凤英. . 中华魂 (期刊), 凤凰网. 2011年12月25日  [2011年12月25日]. （原始内容存档于2011年12月25日） （中文（中国大陆））.
47. 1 2  . 新浪旅游. 2008年7月31日  [2017年1月15日]. （原始内容存档于2020年7月18日） （中文（中国大陆））.
48. ↑  记者 钱文波：《“杨靖宇印章”串起的往事》，来源：《吉林日报》2018-8-22。
49. ↑  詹邦洋 (责任编辑). . 中国网河南视窗. 2011年9月26日  [2018年1月13日]. （原始内容存档于2018年1月14日） （中文（中国大陆））.
50. 1 2  . 新华网, 凤凰网 (转载网站). 2016年3月16日  [2016年1月13日]. （原始内容存档于2019年8月12日） （中文（中国大陆））.
51. ↑  韩祖 (《驻马店日报》记者), 王振江 (《驻马店日报》记者). . 驻马店网. 闫继华. 2015年11月10日  [2016年1月13日]. （原始内容存档于2018年1月14日） （中文（中国大陆））.
52. ↑  . 河南日报, 中国青年网 (转载网站). 文纬. 2017年3月24日  [2016年1月13日]. （原始内容存档于2020年7月18日） （中文（中国大陆））.
53. ↑  . 新华社, 网易娱乐. 2001年9月11日  [2017年1月15日]. （原始内容存档于2020年7月18日） （中文（中国大陆））.

## 延伸阅读
- . 周昂 (责任编辑). 人民网, 网易. 2013年5月6日  [2017年1月14日]. （原始内容存档于2017年1月16日） （中文（中国大陆））.
- 孟凌云 (记者). . 何青龙 (网站编辑). 吉林日报, 抗日战争纪念网 (转载网站). 2016年12月7日  [2017年1月15日]. （原始内容存档于2020年7月18日） （中文（中国大陆））.
- 王绍波, 陶明文, 刘国顺. . 何青龙 (网站编辑). 人民日报, 抗日战争纪念网 (转载网站). 1995年8月20日  [2017年1月15日]. （原始内容存档于2020年7月18日） （中文（中国大陆））.